# Victor-Napoléon Marcadé
Pour les articles homonymes, voir Marcadé.
Napoléon Victor Marcadé, né le 28 juillet 1810 à Rouen et mort le 17 août 1854 à Rouen, est un juriste français. 

## Biographie
Il étudia le droit à Paris et revint à Rouen, où il se fit inscrire au barreau. De 1851 à 1854, il fut avocat à la Cour de cassation. 
Il a été l'un des fondateurs de la Revue critique de législation et de jurisprudence, mais il est connu surtout par son ouvrage : Éléments du droit civil français (Paris, 1842, 3 volumes ; 5e édition sous le titre d'Explication théorique et pratique du code Napoléon, Paris, 1858-1859, 9 volumes), continué par Paul Pont (en tout 12 volumes). Marcadé a écrit aussi : Études de science religieuse (Paris, 1847, in-8).

## Sources
- Généalogie de Napoléon Victor Marcadé
- Notice dans la Revue critique de législation, fascicule d'août 1854.